# 山田昭典
山田 昭典（やまだ あきのり、1957年9月26日 - ）は、日本の公取官僚。公正取引委員会事務総長を経て、独立行政法人国民生活センター理事長。

## 人物・経歴
埼玉県草加市出身。埼玉県立春日部高等学校を経て、1981年一橋大学法学部卒業、公正取引委員会事務局入局。在アメリカ合衆国日本国大使館一等書記官、経済取引局寡占対策室長等を経て、2000年景品表示監視室長。2001年審査局第三審査長。2003年経済取引局企業結合課長、実践女子大学生活科学部非常勤講師。2005年審査局管理企画課長。2007年経済取引局総務課長。2009年審査局犯則審査部長。2011年審査管理官。2014年官房総括審議官。
2014年審査局長。2016年から経済取引局長を務め、朝日新聞社による新聞販売店に対する「押し紙」問題や、携帯電話事業者による「縛り」制度の是正等にあたった。
2017年公正取引委員会事務総長に就任。就任会見では、分析能力の強化などを行い、インターネットビジネスの寡占問題に対する取り組みを進めるとし、2018年にはアマゾンジャパン合同会社が取引先に協力金を負担させていた問題で、優越的地位の濫用容疑による立ち入り検査がなされた。また、金融庁との間で見解の対立が生じていた地方銀行再編に関し、新たに具体的な基準を示し、村本孜成城大学名誉教授が座長を務める金融庁の有識者会議の報告書に対し「若干疑問があるような内容も含まれている」と述べるなど、金融庁に対する疑義を呈した。
2020年公正取引委員会事務総長を退任し、公正取引委員会顧問、次いで独立行政法人国民生活センター理事長に任ぜられる。2022年消費者庁霊感商法等の悪質商法への対策検討会委員。